# فريدريش دانيال باسرمان
فريدريش دانيال باسرمان (بالألمانية: Friedrich Daniel Bassermann)
ولد في 24 فبراير 1811 في مانهايم وتوفى في 29 يونيو 1855، كان رجل أعمال وسياسي ليبيرالي ألماني. وكان واحداً من النواب الأكثر شعبية في الدائرة الثانية لجمعية الأكشاك بادن.